# Деріхтові
Деріхтові (Derichthyidae) — родина морських риб ряду вугроподібних (Anguilliformes), підряд конгеровидні (Congroidei).
Ці риби поширені в Атлантичному, Індійському та Тихому океанах.
Родина включає 2 роди з 3 видами:
- Рід Derichthys  Gill, 1884
  - Derichthys serpentinus  Gill, 1884
- Рід Nessorhamphus  Schmidt, 1931
  - Nessorhamphus danae  Schmidt, 1931
  - Nessorhamphus ingolfianus  (Schmidt, 1912)

Деріхтові мають на голові ряд коротких паралельно розташованих складок, які є частиною сенсорної системи. Морда в Derichthys коротка, відносно довга в Nessorhamphus. Зяброва область не розширена, тіло за зябровим отвором трохи стиснуте. Черевні плавці відсутні, грудні — наявні. Початок спинного плавця розташований позаду кінчиків грудних плавців. Анальний отвір знаходиться в задній частині тіла. Бічна лінія практично повна. Хребців 125—163.
Дорослі риби мезопелагіальні або навіть батіпелагіальні.
Максимальна довжина близько 60 см.